# Надольный, Рудольф
Рудольф Надо́льный (нем. Rudolf Nadolny; 12 июля 1873, Грос-Штюрлак, Восточная Пруссия — 18 мая 1953, Дюссельдорф) — немецкий дипломат.

## Биография
Рудольф Надольный — сын помещика Августа Надольного и его супруги Агнессы, урождённой Тринкер. Получив аттестат зрелости в 1892 году, поступил на службу в 1-й гренадерский полк имени короля Фридриха Вильгельма I в Растенбурге. Впоследствии изучал юриспруденцию в Кёнигсбергском университете. Сдав экзамен на юриста, осенью 1896 года поступил на работу референдарием в участковый суд Рейна. Летом 1901 года Надольный сдал экзамен на звание асессора и был назначен судьёй в Кёнигсберге. В апреле 1902 года перешёл на службу в Министерство иностранных дел в Берлине. Дипломатическая карьера Надольного началась в 1903 году с должности вице-консула в генеральном консульстве Германии в Санкт-Петербурге. В 1905 году Рудольф Надольный женился на Энни Маттисен. У супругов родилось трое детей: Буркхард, Урсула и Анорта. В 1907 году Надольный вернулся в МИД, где работал в звании советника в области внешней торговли. В 1912—1914 годах Надольный выполнял дипломатические миссии в Персии, Боснии и Албании.
С началом Первой мировой войны Надольный записался на фронт и поначалу служил адъютантом при 5-м гвардейском гренадерском полку. В его задачи входила охрана интернированных лиц в берлинском районе Рулебен. Осенью 1914 года Надольного перевели в разведотдел заместителя командующего Генерального штаба, весной 1915 года он был назначен начальником политического отдела Генерального штаба сухопутных войск.
В июле 1916 года министерство иностранных дел командировало Надольного в ранге поверенного в делах возглавить дипломатическую миссию в персидском Керманшахе, где заседало временное правительство Персии, поддерживаемое Германской империей. Перед Надольным стояла задача обеспечить независимость Ирана, оккупированного с началом Персидской кампании русскими и британскими войсками. Надольный организовал финансовую и военную помощь персидской жандармерии и Вильгельму Вассмуссу, организовавшему на юге Ирана сопротивление британским войскам. После поражения османских войск в битве под Багдадом 11 марта 1917 года дипломатическая миссия Германии в Керманшахе была закрыта, вслед за этим было прекращено сопротивление персов русским и британским захватчикам. Рудольф Надольный вернулся на родину и до 1919 года служил референтом по вопросам восточной политики в министерстве иностранных дел в Берлине и принимал участие в переговорах с Россией в составе делегации Рихарда фон Кюльмана, закончившихся заключением Брестского мира.
Во времена Веймарской республики Надольный был назначен главой бюро рейхспрезидента Фридриха Эберта и, как считается, убедил его объявить «Песнь немцев» государственным гимном. В январе 1920 года состоялось назначение Надольного послом Германии в Швеции. В 1924—1933 годах Надольный служил послом в Турции. В 1932—1933 годах он возглавлял немецкую делегацию на Женевской конференции Лиги Наций. 1 июня 1932 года вопреки ожиданиям Надольного министром иностранных дел в кабинете Папена был назначен Константин фон Нейрат, а Надольный в августе 1933 года получил назначение послом в Москву. Спустя восемь месяцев Надольный, несогласный с антисоветской внешней политикой национал-социалистов, подал в отставку по собственному желанию. С этого времени он удалился в поместье Бризен в Уккермарке и занимался сельским хозяйством.
По окончании Второй мировой войны Надольный выступал за единство Германии. По просьбе руководства Германского Красного Креста в июне 1945 года он возглавил реорганизацию Красного Креста в Германии, сменив на этому посту Эрнст-Роберта Гравица, но был вынужден подать в отставку после ликвидации организации оккупационными властями в октябре 1945 года. После образования на немецкой земле двух государств Рудольф Надольный выступал за сближение ФРГ и ГДР. Вместе с Андреасом Гермесом Надольный входил в круг влиятельных политиков Годесбергского кружка и участвовал в работе Общества за воссоединение Германии. С 1949 года Надольный проживал в Рёндорф. Внук Рудольфа Надольного — писатель Стен Надольный.

## Автобиография
- Rudolf Nadolny (Autor), Günter Wollstein (Hrsg.): Mein Beitrag. Erinnerungen eines Botschafters des Deutschen Reiches. Dme-Verlag, Köln 1985, ISBN 3-922977-18-9 (Die Ausgabe Wiesbaden 1955 ist gekürzt).